# Bolxoi Ialoman
Bolxoi Ialoman (en rus: Большой Яломан) és un poble de la república de l'Altai, a Rússia, que el 2016 tenia 232 habitants, pertany al districte d'Ongudai.